# Африканский театр военных действий Второй мировой войны
Африканский театр военных действий Второй мировой войны (10 июля 1940 — 13 мая 1943) — боевые действия, проходившие во время Второй мировой войны в Восточной, Западной и Центральной Африке.

## Сражения в Западной и Восточной Африке (июль 1940 — январь 1941)
3 августа 1940 итальянские войска начали наступление с территории Эфиопии и Итальянского Сомали в британские колонии Кения, Судан и Британское Сомали. В Британском Сомали им удалось вытеснить значительно уступавшие им по численности южноафриканские и британские колониальные войска через пролив в британскую колонию Аден. В Судане итальянцам удалось занять города Кассала, Галлабат, Курмук, но вскоре они были остановлены.
После создания «Сражающейся Франции» во французских колониях проходили сражения между вишисткими и деголлевскими войсками. В сентябре 1940 войска «Сражающейся Франции» вместе с британскими, голландскими и австралийскими частями потерпели поражение в Сенегале. Однако в ноябре им удалось отвоевать Габон.

## Поражение итальянцев в Восточной Африке (январь 1941 — ноябрь 1941)
В январе 1941 британские войска в Восточной Африке перешли в контрнаступление и изгнали итальянцев из Кении и Судана. К марту британцы захватили Итальянское Сомали и вторглись в Эфиопию, где их численность стала быстро возрастать, главным образом благодаря притоку эфиопских партизан. 6 апреля 1941 английские, южноафриканские и эфиопские войска вошли в Аддис-Абебу. Итальянские войска были полностью разбиты и теперь они были вынуждены перейти к партизанской войне. Последние сопротивляющиеся итальянские войска сдались в ноябре 1941 года. Хотя крупномасштабные боевые действия завершились к концу 1941 года, итальянцы продолжали партизанские действия в Сомали, Эритрее и некоторых районах современной Эфиопии до конца 1943 года, когда информация о капитуляции Италии достигла последних из партизан.

## Мадагаскарская операция (май 1942 — ноябрь 1942)
5 мая 1942 деголлевские и британские войска вторглись на Мадагаскар, который был базой снабжения японских подводных лодок в Индийском океане. К ноябрю 1942 остров был освобождён от вишистских и японских войск.

## Поражение войск Оси в Африке (ноябрь 1942 — май 1943)
8 ноября 1942 года в Марокко высадился крупный англо-американский десант. Преодолев слабое сопротивление войск, подконтрольных вишистскому правительству, англо-американские силы к концу ноября, преодолев 900 км, вступили в Тунис, куда к этому времени немцы доставили морем свои крупные подкрепления.
Тем временем союзные силы антигитлеровской коалиции были переданы под командование Верховного главнокомандующего союзными войсками AFHQ в Средиземном море генерала Дуайта Д. Эйзенхауэра, а британская армия перешла в наступление в Ливии. Находившиеся здесь итало-германские войска не смогли удержать фронт у Эль-Аламейна и к февралю 1943 года, понеся большие потери, также отступили в Тунис. 20 марта объединённые англо-американские войска перешли в наступление в глубь территории Туниса. Силы Оси оказались зажаты между армиями противника во время Тунисской кампании, но им удалось задержать наступление врага за счет оборонительных операций, в первую очередь в битве при Кассеринском перевале и временного оборонительного успеха в битве на линии Марет. Подорвав оборону войск Оси на линии Марет, силы антигитлеровской коалиции зажали силы Оси в котле вокруг Туниса. Итало-немецкое командование пыталось эвакуировать свои войска в Италию, однако к тому времени британский флот полностью овладел Средиземноморьем и перерезал пути снабжения и возможности к отступлению. 13 мая итало-немецкие войска капитулировали.